# Namibian National Symphony Orchestra
Das Namibian National Symphony Orchestra (NNSO; deutsch Namibisches Symphonieorchester) ist das nationale Symphonieorchester Namibias. Das Orchester setzt sich aus Profi- und Amateurmusikern zusammen. Es gibt kein festes Ensemble.
Das NNSO steht seit 2018 nicht mehr unter staatlicher Aufsicht, sondern wird privat geführt.
Alljährliche Veranstaltungen sind das Baroque Festival im April und das Concerto Festival im August.

## Bekannte Dirigenten
- Axali Doëseb[3]
- Alexander Fokkens
- Walter-Michael Vollhardt[4]